# École nationale supérieure de techniques avancées
École nationale supérieure de techniques avancées (ENSTA) prestižna je francuska diplomska škola inženjerstva. Osnovana je 1741. godine i najstarija je grande école u Francuskoj. Nalazi se u Palaiseauu na jugu Pariza u kampusu Paris-Saclay i jedan je od kreativnih fakulteta Pariškog politehničkog instituta. Svake godine školu završi oko 180 inženjera.
ENSTA svojim studentima pruža obuku općeg inženjerstva.

## Poznati profesori
- Gérard Mourou, francuski fizičar

## Vanjske poveznice
- ENSTA Paris